# ヴィルヘルム・バウアー (ドライバー)
ヴィルヘルム・バウアー（Wilhelm Bauer、1865年 - 1900年3月31日）は、19世紀末から1900年代初めのドイツのレーシングドライバーである。ダイムラー社（Daimler Motoren Gesellschaft、DMG）の最初期のワークスドライバーである。

## 経歴
1900年代初めに、ダイムラー社に入社し、ゴットリープ・ダイムラー、ヴィルヘルム・マイバッハの下で働き始めた。この時点で運転技術を持っていたことから、ほどなく熟練した自動車技師となる。
1899年、ダイムラー社の工場の責任者とテストドライバーに任命される。同年3月、ダイムラーの顧客であるエミール・イェリネックの求めに応じ、彼の住むニースで開催された第1回ニース・スピードウィークに、当時のダイムラーの最高性能車であるフェニックスを駆って参戦した。

### 1900年の死亡事故

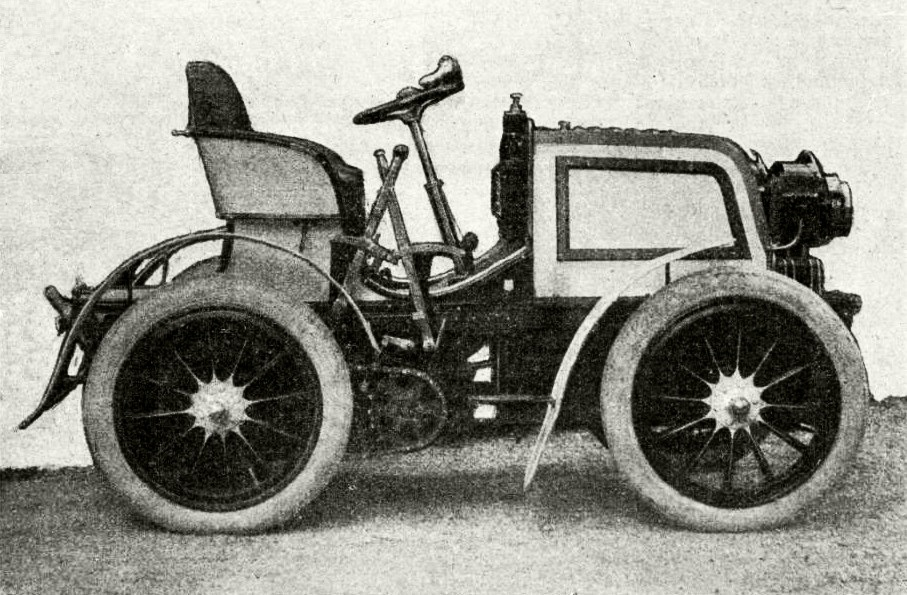
ダイムラー・フェニックス・24PS（1900年型）

1900年3月、アンリ・ド・ロスチャイルドに雇われ、第3回ニース・スピードウィークに参加する。3月30日、同イベント中のレースのひとつで、ニースから丘の上のラ・テュルビーまで駆け上がるラ・テュルビー・ヒルクライムレースに、ダイムラー・フェニックスを駆って参戦した。
このレースで、ダイムラー・フェニックスはスタート早々に制御不能となり、バウアーはコース最初のコーナーを曲がり切れずにコース外の石壁に衝突した。車外に投げ出されたバウアーは頭を強打して致命傷を負ったと考えられており、病院に運ばれたが事故の翌日に死亡した。
バウアーはダイムラー・ベンツのワークスドライバーとしては最初の死亡者となった。また、この事故はヒルクライムレースにおける史上初の死亡事故と考えられている。

### バウアーの死の影響
バウアーが駆ったレース仕様のダイムラー・フェニックスは、馬車のように重心が高く、全長は短く、重さ320㎏の重いエンジンが車体前部に積まれ、馬力は当時としては強力な28馬力も発生するというもので、事故は起こるべくして起こったと考えられた。そのため、事故後、同社の設計には厳しい批判が加えられることになった。バウアーの死はダイムラー社に衝撃を与え、同月に同社の創業者の一人であるゴットリープ・ダイムラーが死去していたこともあり、ダイムラー社のエンジニアたちはレース用車両の更なる開発には及び腰となる。
ダイムラー・フェニックスの発注者であるイェリネックはあきらめず、さらなる開発を求めた。その結果、マイバッハとパウル・ダイムラーが協働し、1900年末に完成したのがダイムラー・メルセデス（メルセデス・35PS）である。同車は翌1901年のニース・スピードウィークを席巻し、最初の「メルセデス」として知られることになる。

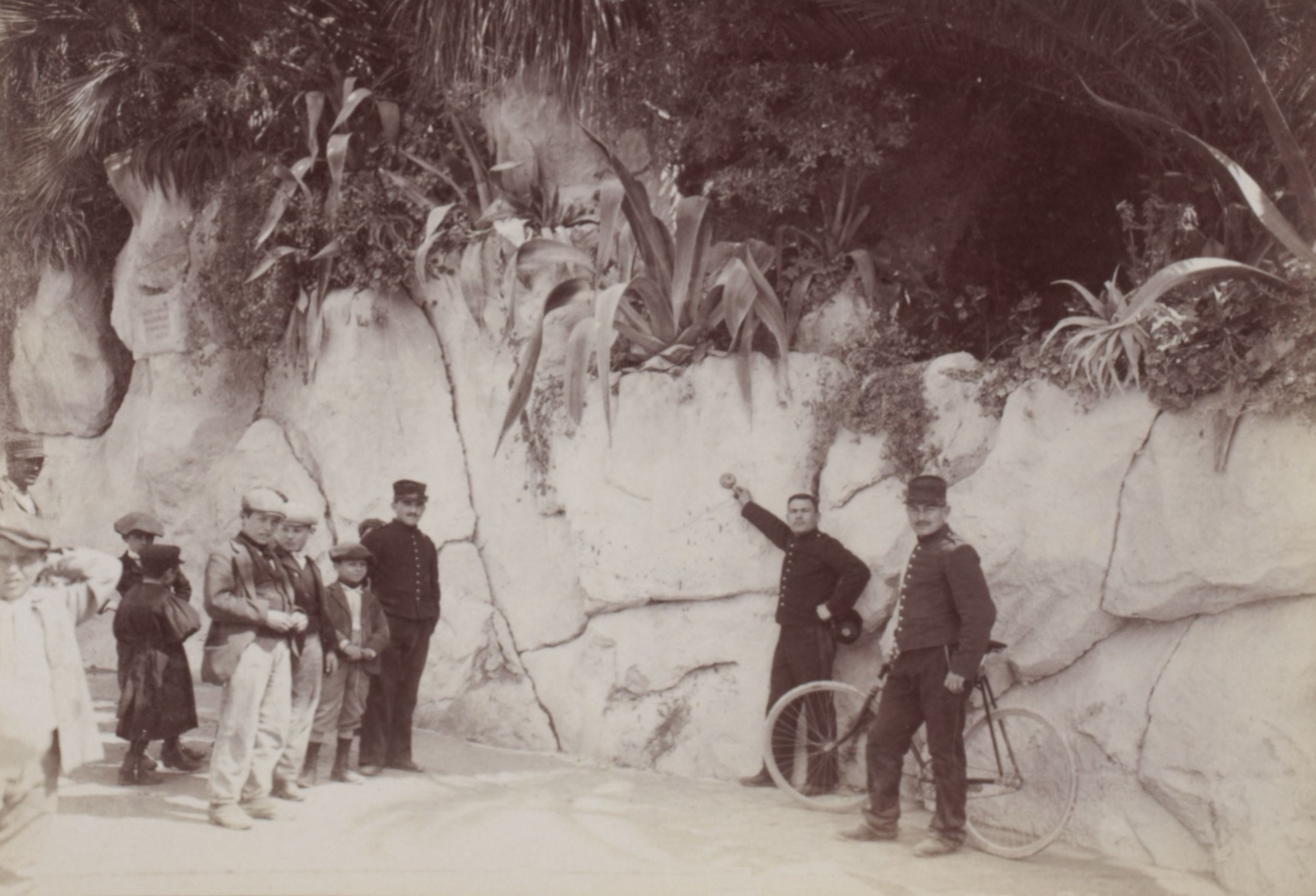
バウアーとズボロウスキーが事故を起こした地点。

1903年のニース・スピードウィークで開催されたラ・テュルビー・ヒルクライムでは、バウアーが死亡事故を起こしたのと同じコーナーで、エリオット・ズボロウスキーが死亡事故を起こし、これにより、同レースは1904年から1908年まで開催が中止された。ラ・テュルビー峠の事故が起きた地点には、バウアーとズボロウスキーの悲劇を記念した飾り額が置かれている。